# Arachnion
Arachnion là một chi nấm trong họ Agaricaceae.